# همشهری
همشهری روزنامه‌ای سیاسی، اقتصادی، اجتماعی و ورزشی است که به صاحب‌امتیازی شهرداری تهران، توسط مؤسسه همشهری از سال ۱۳۷۱ در ایران منتشر می‌شود.

## تاریخچه
از اوایل دهه هفتاد شمسی با سرعت گرفتن توسعه در کشور، فعالیت شهرداری‌ها در ایران در حوزه‌های گوناگون گسترش یافت. شهرداری تهران با تأسیس روزنامه همشهری با شعار پل ارتباطی مردم و مدیران، سعی در همراهی نخبگان و روشنفکران در مسیر توسعه شهرداری داشت.. 
از بهار سال ۱۳۷۰ ایدهٔ راه‌اندازی روزنامه توسط غلامحسین کرباسچی و همکاران و دوستانش مطرح شد و ۲۴ آذر ۱۳۷۱ نخستین شمارهٔ همشهری در ۱۶ صفحه با قیمت ۵ تومان در تیراژ ۱۰ هزار نسخه و به صاحب‌امتیازی شهرداری تهران منتشر شد اما هم‌اکنون توسط مؤسسه همشهری منتشر می‌شود.
این روزنامه از همان ابتدای فعالیت با ظاهر رنگی و جذابش توانست خوانندگان بسیاری را جذب کند و اردیبهشت ۱۳۷۲ تیراژ این روزنامه در صدمین شماره‌اش به ۱۰۰ هزار نسخه رسید. و پس از سه سال در بهمن ۱۳۷۵ تیراژ روزنامه به ۴۰۰ هزار نسخه در روز رسید.
نخستین سردبیر این رسانه احمد ستاری‌فر بود. پس از انتشار ۵۱ شماره از روزنامهٔ همشهری و به دنبال تذکر سید علی خامنه‌ای، این روزنامه در آستانهٔ تعطیلی قرار گرفت. علت نیز انتشار مقالاتی بود که با ارزش‌های اسلامی و مواضع سیاسی نظام تعارض داشت و نیز بیان موضوعاتی مانند این‌که برخی مسائل متعلق به ۱۴۰۰ سال قبل است و در این روزگار باید تغییر کند. با تذکر رهبر جمهوری اسلامی ایران به شهردار تهران، تحریریهٔ روزنامه تغییر کرد تا همشهری بتواند به فعالیت خود ادامه دهد. با این تفاسیر، ستاری‌فر در اواخر سال ۱۳۷۱ روزنامهٔ همشهری را ترک کرد و از اسفند همان سال همشهری زیر نظر شورای سردبیری شامل محمد عطریان‌فر، محمد معزالدین، مهدی جمالی بحری و احمدرضا دریایی منتشر شد.
همشهری از بهمن ۱۳۸۶ به مدت ۶ ماه صفحه‌هایی نیز با عنوان «همشهری عصر» منتشر می‌کرد. همشهری عصر پس از انتشار خبری حاکی از اختلاف میان تیم اقتصادی محمود احمدی‌نژاد پیرامون طرح تحول اقتصادی دولت، توقیف گردید. در روزهای پنج‌شنبه همشهری کتابی رایگان نیز ضمیمهٔ روزنامه خود می‌کرد که این ضمیمه دیگر منتشر نمی‌شود ولی هم‌اکنون ضمیمه‌ای به نام ۶ و ۷ در ۲۴ صفحه به ضمیمهٔ روزنامهٔ همشهری در روزهای پنج‌شنبه منتشر می‌شود.
مدیریت همشهری در تیر ۱۳۸۷ کناره‌گیری کرد و حسین انتظامی جای خود را به علی‌اصغر محکی داد. انتظامی به اتهام نقض قانون حقوق مؤلفان به جزای نقدی محکوم گردید.
محکی نیز در دی ۱۳۸۹ از سمت مدیرعاملی همشهری کناره‌گیری کرد و جای خود را به مهدی ذاکری داد.
در ۱ شهریور ۱۳۹۶ محمدعلی نجفی شهردار وقت تهران؛ کسری نوری شمیرانی (سردبیر پیشین روزنامه‌های ایران و شهروند) را به عنوان سرپرست مؤسسه همشهری منصوب کرد. در ۱۲ شهریور سال ۱۳۹۶ مرتضی حاجی پس از ۲۲ سال، بار دیگر مدیرعامل مؤسسه همشهری گردید.

## نام‌واره
طراح لوگو یا نام‌وارهٔ همشهری حسین خسروجردی است. مسئولان وقت روزنامه برای انتخاب لوگو فراخوانی دادند تا طراحان، طرح‌های پیشنهادی خود را ارائه کنند. پس از بررسی طرح‌ها و عدم انتخاب از بین طرح‌های ارسالی، ستاری‌فر که سردبیر روزنامه بود از خسروجردی دعوت کرد تا لوگویی برای روزنامه طراحی کند.
ایدهٔ طراحی نام‌واره از حروف سربی است. در زمانی که این نام‌واره طراحی شد، زمان خداحافظی با حروف سربی بود و حروفچینی با کامپیوتر انجام می‌شد. از نظر خسروجردی، خداحافظی با حروف سربی مانند یک تراژدی بود. او معتقد است حروف سربی پلی بود بین روزنامه‌نگاری گذشته و روزنامه‌نگاری دورهٔ نوین و نباید فراموش شوند. با توجه به این که همشهری قرار بود رورنامه‌ای برای شهر تهران باشد و شهر را مجموعه افرادی که در آن هستند تشکیل می‌دهد، حروف همشهری طوری کنار هم قرار گرفته که بتواند مفهوم گروه را نشان دهد.

### برند
برند همشهری در سال ۱۳۹۲ در دهمین جشنوارهٔ ملی قهرمانان صنعت ایران به عنوان یکی از ۱۰۰ برند برتر ایران شناخته شد.

## ضمیمه‌ها

### همشهری‌آنلاین
همشهری‌آنلاین یک وبگاه ایرانی وابسته به مؤسسه همشهری است که از ۲ تیر ۱۳۸۵ فعالیت خود را آغاز کرده‌است. این وبسایت جدای از پوشش اخبار برگزیده سایر رسانه‌های اینترنتی، دیداری، شنیداری و مکتوب، به ارائه گزارش‌ها، یادداشت‌ها و تحلیل‌های تولیدی در قالب گروه‌های ایران، دفاع، جهان، اقتصاد، اجتماع، شهر، ورزش، سینما، فرهنگ، ارتباطات، دانش، زیست‌بوم، زندگی و استان‌ها می‌پردازد.
یونس شکرخواه از زمان تأسیس این وبسایت از ۲ تیر ۱۳۸۵ تا ۶ مهر ۱۳۹۸ به مدت ۱۳ سال و ۳ ماه سردبیر این وبگاه بود. علی کدخدازاده خمامی اصل تا پایان خرداد ماه ۱۳۹۹ سردبیر این وبگاه بود.رضا یغمایی نیز از تیر ماه ۱۳۹۹ به مدت یک سال سردبیر این سایت خبری بود و پس از او مجید مهرابی دلجو از دیگر سردبیران همشهری آنلاین در بازه زمانی سال‌های ۱۳۹۹ تا ۱۴۰۰ برعهده داشت و از سال 1401 اسماعیل سلطنت پور سردبیر این سایت را بر عهده دارد.
این وبگاه در واقع نسخه آنلاین روزنامه همشهری است و چندین بخش فعال دارد. این بخش‌ها در قالب ۲۴ در ۷ (به روز شدن ۲۴ ساعته در ۷ روز هفته) کار می‌کنند. با استفاده از سرویس آر اس اس همشهری‌آنلاین می‌توان به راحتی و بدون نیاز به مشاهده روزانه سایت از محتوا و به روز رسانی بخش‌های گوناگون همشهری‌آنلاین مطلع شد.

### نیازمندی‌ها
ایده راه‌اندازی بخش نیازمندی‌های روزنامه همشهری را مسعود مهرابی به غلامحسین کرباسچی پیشنهاد داد. مهرابی پیش از این به روزنامه ابرار این ایده را مطرح کرده بود که مورد استقبال قرار نگرفت. این صفحه تا سال‌ها منبع اصلی درآمد این روزنامه قدیمی بود.

### دوچرخه
دوچرخه نشریه‌ای از ضمیمه‌های روزنامه است. دوچرخه، نشریه‌ای است که به عنوان ضمیمه هر پنج‌شنبه چاپ می‌شود. این نشریه از سال ۱۳۸۰ آغاز به کار کرده‌است و خوانندگان این نشریه اغلب از کودکان و نوجوانان می‌باشند. هم‌اکنون مناف یحیی‌پور سردبیری این نشریه را بر عهده داراست.
این ضمیمه علی‌رغم استقبال مخاطبان درآبان ۱۴۰۰ به صورت الکترونیکی و در اردیبهشت ۱۴۰۱ تعطیل گردید.

### همشهری ورزشی
همشهری ورزشی (با نام فعلی همشهری تماشاگر) ضمیمهٔ ویژه برای خبرها و نوشته‌های ورزشی است که به صورت روزانه منتشر می‌شود. هیوا یوسفی و رضا قلندری به عنوان دبیران بخش همشهری ورزشی فعالیت می‌کنند.

### همشهری تی‌وی
از اوایل دی سال ۱۳۹۶ ایدهٔ تشکیل بخش فیلم و ویدئو مؤسسه همشهری زده شد و فکر اولیه توسط خسرو طالب‌زاده و افشین امیرشاهی مطرح و مقدمات کار فراهم شد. اما خسرو طالب‌زاده خیلی زود از همشهری رفت و جای خودش را به مهران کرمی داد. در زمان مدیر مسئولی کرمی دوباره موضوع راه‌اندازی بخش فیلم و ویدئو مطرح و این بخش از اوایل سال ۱۳۹۷ با عنوان همشهری تی‌وی و به سردبیری افشین امیرشاهی کار خودش را به شکل محدود آغاز کرد.
در دوره مدیرمسئولی محسن مهدیان بر همشهری و به‌دنبال راه‌اندازی سرویس تلویزیون اینترنتی توسط چند خبرگزاری، تصمیم گرفته شد که بخش همشهری تی‌وی نیز با افزودن سرویس تلویزیون اینترنتی، فعالیت خود را گسترش دهد. بدین‌ترتیب با تدارک مقدمات و تجهیزات مورد نیاز، تلویزیون اینترنتی همشهری در ۱۲ بهمن ۱۴۰۳ با پخش ویژه برنامه زنده «کات» ویژه جشنواره فیلم فجر، فعالیت آزمایشی خود را آغاز کرد و به تدریج با افزودن چند عنوان برنامه گفتگو محور روتین و افزودن بخش ویژه پوشش رویدادهای زنده خبری (از جمله رویدادهای مرتبط با شهرداری تهران)، فعالیت خود را گسترش داد. تلویزیون اینترنتی همشهری در تاریخ ۲۰ اردیبهشت ۱۴۰۴ با حضور معاون مطبوعاتی وزیر ارشاد و جمعی از مقامات عالی شهر تهران، به‌صورت رسمی افتتاح شد.
بخش فیلم و ویدئوی همشهری امروزه علاوه بر تولید برنامه‌های مختلف برای پخش از تلویزیون اینترنتی، به‌صورت روزانه فیلم‌های کوتاهی دربارهٔ موضوع‌های مختلف به خصوص مسائل فرهنگی و اجتماعی تولید و منتشر می‌کند.

## همشهری استان‌ها

### همشهری اصفهان
در تیرماه ۱۳۸۷ مسولیت سرپرستی استان اصفهان به محمدحسین بابااحمدی سپرده شد و بهترین دوران شکوفایی روزنامه همشهری در استان اصفهان، در دوران مسولیت بابااحمدی رقم خورد، در آن زمان ویژه‌نامه‌ای برای استان اصفهان منتشر کرد که به صورت یک ضمیمه منتشر می‌شد. این ویژه‌نامه ابتدا در ۴ صفحه و هفته‌ای یکبار منتشر می‌شد که به مرور به هفته‌ای ۲ و ۳ و بعدها هر روز یک شماره هم رسید، تنها استانی که به چاپ روزانه ویژنامه رسید، اصفهان و در زمان تصدی محمدحسین بابااحمدی بود، از اسفند سال ۱۳۹۰ و بعد از استعفای بابااحمدی (روز ۱۲ اسفند ۱۳۹۰ روزنامه‌های مطرح اصفهان خبر از استعفای محمدحسین بابااحمدی دادند و فردای آن روز ایشان در پایگاه خبری خود، ساج نیوز، خبر مذکور را تأیید کرد) تاکنون واایژه‌نامهٔ استان اصفهان همشهری در روزهای شنبه تا چهارشنبه به صورت ضمیمهٔ روزنامهٔ سراسری روی پیشخوان کیوسک‌های مطبوعاتی قرار می‌گیرد. این ۴ صفحه، به انضمام ۸ صفحهٔ داخلی که به مطالب عمومی می‌پردازد، همراه با روزنامهٔ همشهری توزیع می‌شود.

#### چاپ همزمان استانها
در زمان تصدی سرپرستی استان اصفهان، با کوشش فراوان سرپرست محمد حسین بابااحمدی، روزنامه همشهری، برگی جدید از تاریخ پر رونق خود را رو کرد و روزنامه ۱۲ استان بصورت همزمان با تهران در چاپخانه چاپ و با مدیریت و مسولیت بابااحمدی، به استانهای مذکور ارسال شد.
در ایام مسولیت بابااحمدی خلاقیت و نواوری‌های زیادی، اعم از فروش روزنامه در فروشگاه‌های مواد غذایی، افزایش ۵ برابری فروش روزنامه در استان، اجرای همایش‌های بزرگ و… رقم خورد.

### همشهری چهارمحال و بختیاری
در مرداد ماه ۱۳۸۷ و یک ماه پس از تصدی سرپرستی اصفهان، مدیریت سرپرستی استان چهارمحال و بختیاری نیز به محمدحسین بابااحمدی که در آن ایام جوان‌ترین سرپرست تاریخ همشهری(۲۸ سال) لقب گرفته بود، وفوق العاده پرکار و خلاق بود، سپرده شد.
در همایش‌ها و ارزیابی‌ها چندین مرحله، سرپرست برتر استانی، به استان اصفهان و بابااحمدی، تعلق گرفت و از وی تقدیر شد.

### همشهری مازندران
از ۲۶ آذر ۱۳۹۰ و پس از چند سال انتشار هفتگی ضمیمه‌های استانی روزنامهٔ همشهری، روزنامه‌های استانی همشهری آغاز به کار کردند. همشهری مازندران یکی از این روزنامه‌های استانی بود که در ۴ صفحه فعالیتش از همان زمان به عنوان روزنامه آغاز شد. مسئولیت تحریریهٔ همشهری مازندران از ابتدای فعالیت به عنوان روزنامهٔ استانی به اشکان جهان‌آرای سپرده شد. این روزنامه در مازندران به دلیل حجم بالای تولید مطالب و توجه ویژه به سرفصل‌هایی مانند فرهنگ و هنر، روستا، زنان، ورزش، مشاغل، کودکان و سایر بخش‌های جامعه توانست به سرعت در بین رسانه‌های مازندران دیده شود و مخاطبان زیادی پیدا کند. نگرش فرهنگی همشهری مازندران سبب اقبال قشر فرهنگی و هنری این استان به این روزنامه شد. صفحهٔ اختصاصی تئاتر این روزنامه طی ۵ سال هر دوشنبه مطالبت تولیدی متعددی از تئاتر استان را منتشر کرد و بخشی از تاریخ تئاتر مازندران را به صور رسمی ثبت کرده‌است. خبرنگاران همشهری مازندران در ۷ سال فعالیت این نشریه به عنوان یکی از روزنامه‌های استانی مؤسسه همشهری، چندین رتبهٔ برتر از جشنواره‌های مختلف مطبوعات استانی و کشوری دریافت کردند. همشهری مازندران همراه با سایر همشهری‌های استانی تا ۳۱ مرداد ۱۳۹۷ به صورت مستقل در ۴ صفحه استانی منتشر شد و از یکم شهریور ۱۳۹۷ به دلیل مشکلات تأمین کاغذ و هزینهٔ چاپ، با اجرای طرح ادغام روزنامه‌های استانی، به صورت روزنامهٔ منطقه‌ای گیلان، مازندران و گلستان منتشر می‌شود.

### همشهری کرمانشاه
روزنامه همشهری در استان کرمانشاه با سرپرستی محمود متکی شروع بکارکرد که یکسال بعد سرپرستی آن به محمد رضا نظری نیا برادر حاج قدرت ا… نظری نیا سپرده شد که تا آخرین روزهای سرپرستی ایشان تیراژ فروش به ۸هزار نسخه رسیده بود در حالی که قویترین نشریات استانی بیش از هزار نسخه را تجربه نکرده بودند. در سال ۱۳۷۸سرپرستی به خبرنگار با سابقه روزنامه که پیشتر نیز در روزنامه سلام قلم می‌زد آقای جهانشاه شهبازی رسید و پس از چندی تیراژ خالص فروش از مرز ۱۲ هزار نسخه فراتر رفت و همشهری دارای ویژه نامه‌های استانی منظم شده بود که مانند یک هفته نامه مستقل عمل می‌کرد و علاوه بر آن دفتر این روزنامه به پایگاه اصلی اصلاح طلبان تبدیل شده بود که جلسات منظمی با حضور مدیران ارشد استان و برخی نمایندگان در خصوص مسائل مبتلابه جامعه برگزار می‌شد و این فعالیت‌ها تا سال ۸۵ که همشهری دچار سیاست سرکوب شد ادامه داشت و با رفتن مدیر پیشین و آمدن مدیر جدید روند افت تیراژ روزنامه نیز آغاز به نحوی که به کمتر از هزار نسخه رسید.

### همشهری همدان
در استان همدان از ابتدای تأسیس همشهری سرپرستی آن به آقای علی‌اکبر یاری سپرده شد و در طول سالیان طولانی ایشان روزنامه را هدایت می‌کرد.

### همشهری کردستان
در استان کردستان ابتدا شخصی به نام قربانی و پس از دو سال مدیر کل بازنشسته آموزش و پرورش استان آقای پرویز طهماسبی سرپرستی روزنامه را عهده‌دار شد. در استان کردستان یک روزنامه‌نگار حرفه ای به نام توفیق رفیعی سرپرستی را پس از چند سال خبرنگاری بر عهده گرفت و همشهری کردستان را به صورت ویژه نامه منظم منتشر و به عنوان قویترین نشریه در این استان مورد احترام خاص و عام بود.

## جنجال‌ها
- در ۳۱ خرداد ۱۳۸۶ روزنامه همشهری به اشتباه اقدام به درج یک آگهی خیرمقدم به مریم رجوی، رئیس تشکیلات سازمان مجاهدین خلق ایران کرد که انتشار آن باعث ایجاد انتقاداتی از روزنامه همشهری در سایت بازتاب شد.[۱۹]
- در دی ۱۳۸۷ این روزنامه به دلیل درج گفتگویی با داریوش اقبالی، خوانندهٔ ایرانی ساکن در آمریکا، که در مورد ترک اعتیاد انجام گرفته بود، از سوی اداره‌کل مطبوعات وزارت فرهنگ و ارشاد اسلامی، تذکر گرفت. پیش از صدور تذکر، خبر توقیف موقت این روزنامه مورد تکذیب قرار گرفته بود.[۲۰][۲۱] در متن این گفتگو به‌جای نام داریوش اقبالی، از نام محمود اقبالی استفاده شده بود.[۲۲]
- در ۲۹ مهر ۱۳۹۹ این روزنامه خبر کشته شدن یک پاسدار بسیجی به نام محمد محمدی در درگیری با چند نفر که اقدام به فحاشی و مزاحمت برای یک زن کرده بودند را با تیتر «مرگ مرد بسیجی» منتشر نمود.[۲۳] استفاده از واژه‌های «قتل» و «مرگ» به جای واژه «شهادت» موجب انتقاد برخی رسانه‌ها از این روزنامه شد.[۲۳][۲۴] روزنامه همشهری در روز بعد بابت انعکاس نامناسب این مطلب عذرخواهی کرد.[۲۳][۲۴]

### توقیف
روزنامهٔ همشهری با چاپ آگهی تبلیغاتی در ۱ آذر ۱۳۸۸ که با عکسی از مشرق‌الاذکار نیلوفر آبی، معبدی بهائی در دهلی نو هندوستان همراه بود توقیف موقت شد. این تصویر یک چهارم صفحهٔ نخست همشهری را به خود اختصاص داده بود. با رایزنی‌های انجام گرفته روزنامهٔ همشهری که با اعلام هیئت نظارت بر مطبوعات از ۲ آذر به مدت یک هفته توقیف شده بود، پس از یک روز انتشار را بازیافت.
عباس سلیمی نمین معتقد است با توجه به این‌که همین آگهی در گذشته در روزنامه‌های ایران و خورشید (روزنامه‌های طرفدار دولت احمدی‌نژاد) چاپ شده‌بودند، توقیف همشهری را به خاطر شائبه‌های سیاسی دانسته از آن ابراز تاسف کرده بود.
در پی چاپ تصویر معبد لوتوس هندوستان در متن یک آگهی مربوط به گردشگری در شمارهٔ یکشنبه روزنامهٔ همشهری، هیئت نظارت بر مطبوعات دوشنبه تشکیل جلسه داد و بنا بر اطلاعیه اولیه، دبیرخانه این هیئت به این روزنامه تذکر کتبی داده و پرونده این تخلف را نیز برای رسیدگی به دادگاه ارسال کرده بود. همشهری نیز در شمارهٔ دوشنبه خود از این اشتباه عذرخواهی کرده بود؛ ولی از چاپ این شماره در چاپخانه جلوگیری به عمل آمده بود. در عین حال محمدعلی رامین معاون وزیر ارشاد و دبیر هیئت نظارت بر مطبوعات در همان روز از استمرار توقیف همشهری و تمام ضمائم آن تا زمان تشکیل دادگاه خبر داده بود؛ که این توقیف با تلاش مهدی ذاکری مدیرعامل همشهری در ۳ آذر پایان یافت.

## مدیران و سردبیران

### مدیران عامل و مدیران مسئول
- محمدمهدی کرباسچی: اولین مدیرعامل موسسه همشهری از آبان ۱۳۷۱ تا خرداد ۱۳۷۴
- مرتضی حاجی: مدیرعامل مؤسسه همشهری از خرداد ۱۳۷۴ تا مرداد ۱۳۷۶
- محمدمهدی کرباسچی: مدیرعامل مؤسسه همشهری از مرداد ۱۳۷۶ تا خرداد ۱۳۷۸
- محمد عطریانفر: مدیرعامل مؤسسه همشهری از خرداد ۱۳۷۸ تا مرداد ۱۳۸۲
- علیرضا شیخ عطار: مدیرعامل مؤسسه همشهری از مرداد ۱۳۸۲ تا خرداد ۱۳۸۴
- عباس خواجه‌پیری: مدیرعامل مؤسسه همشهری از خرداد ۱۳۸۴ تا آبان ۱۳۸۴
- محسن چینی‌فروشان: مدیرعامل و مدیرمسئول همشهری از آبان ۱۳۸۴ تا اسفند ۱۳۸۴
- حسین انتظامی: مدیرعامل و مدیرمسئول همشهری از اسفند ۱۳۸۴ تا تیر ۱۳۸۷[۲۸]
- علی‌اصغر محکی: مدیرعامل مؤسسه همشهری از تیر ۱۳۸۷ تا مرداد ۱۳۸۸ و مدیرمسئول همشهری از تیر ۱۳۸۷ تا دی ۱۳۸۹
- رسول بابایی: مدیرمسئول همشهری از دی ۱۳۸۹ تا بهمن ۱۳۹۰
- مهدی ذاکری: مدیرعامل مؤسسه همشهری از مرداد ۱۳۸۸ تا شهریور ۱۳۹۶ و مدیرمسئول همشهری از بهمن ۱۳۹۰ تا بهمن ۱۳۹۳
- حسین قربان‌زاده: مدیرمسئول همشهری از بهمن ۱۳۹۳ تا شهریور ۱۳۹۶[۲۹]
- کسری نوری شمیرانی: سرپرست مؤسسه همشهری شهریور ۱۳۹۶[۳۰]
- مرتضی حاجی: مدیرعامل مؤسسه همشهری از شهریور ۱۳۹۶ تا آبان ۱۳۹۷[۳۱]
- خسرو طالب‌زاده: مدیرمسئول همشهری از شهریور ۱۳۹۶ تا خرداد ۱۳۹۷[۳۲]
- مهران کرمی: مدیرمسئول همشهری از خرداد ۱۳۹۷ تا شهریور ۱۳۹۹
- نیلوفر قدیری: مدیرمسئول همشهری از شهریور ۱۳۹۹ تا مرداد ۱۴۰۰[۳۳]
- محمدمهدی کرباسچی: سرپرست مؤسسه همشهری از آبان تا دی ۱۳۹۷
- ابوالحسن ریاضی: سرپرست مؤسسه همشهری از دی تا اسفند ۱۳۹۷ و مدیرعامل همشهری از اسفند ۱۳۹۷ تا مرداد ۱۴۰۰
- محمد مشاری: سرپرست مؤسسه همشهری از مرداد تا مهر ۱۴۰۰[۳۴]
- محسن مهدیان: مدیرعامل مؤسسه همشهری از مهر ۱۴۰۰ تاکنون[۳۵]
- عبدالله گنجی ارجنکی: مدیرمسئول همشهری از آذر ۱۴۰۰ تاکنون[۳۶]

### سردبیران و شورای سردبیری
- احمد ستاری‌فر
- محمد عطریانفر
- احمدرضا دریایی
- محمد عطریانفر[۲۸]
- علیرضا شیخ عطار[۲۸]
- علی‌اکبر اشعری[۲۸]
- محمدرضا زائری[۳۷][۳۸]
- علیرضا شیخ عطار[۲۸]
- حسین انتظامی[۲۸]
- علی‌اصغر محکی[۲۸]
- حسین قربان‌زاده[۳۹]
- خسرو طالب‌زاده، جواد دلیری، نیلوفر قدیری[۲۸] (شورای سردبیری از آذر ۱۳۹۶ تا اردیبهشت سال ۱۳۹۷)
- شهریار شمس مستوفی (اردیبهشت ۱۳۹۷ تا مرداد ۱۳۹۹)
- محمدهاشم اکبریانی (اردیبهشت ۱۳۹۷ تا اسفند ۱۳۹۷)
- ایرج اسلامی (از اول تیر ۱۳۹۹)
- سید افشین امیرشاهی (از اردیبهشت ۱۳۹۷ تا ۳۱ شهریور ۱۳۹۹)
- نیلوفر قدیری (از اردیبهشت ۱۳۹۷ تا خرداد ۱۳۹۹؛ دوباره از اول شهریور ۱۳۹۹ تا مرداد ۱۴۰۰)
- ولی‌الله خلیلی (از شهریور ۱۳۹۹ تا مرداد ۱۴۰۰)
- هیوا یوسفی (از شهریور ۱۳۹۹ تا مرداد ۱۴۰۰)
- مهدی مذهبی[۴۰] (از مرداد ۱۴۰۰ تا آبان ۱۴۰۰)
- دانیال معمار (از آبان ۱۴۰۰ تاکنون)